# Liste der Baudenkmale in Oldenburg (Oldb) – Sonnenstraße
In der Liste der Baudenkmale in Oldenburg (Oldb) – Sonnenstraße stehen alle Baudenkmale der Sonnenstraße in Oldenburg (Oldb). Der Stand der Liste ist das Jahr 2022.

## Allgemein
In den Spalten befinden sich folgende Informationen:
- Lage: die Adresse des Baudenkmales und die geographischen Koordinaten. Kartenansicht, um Koordinaten zu setzen. In der Kartenansicht sind Baudenkmale ohne Koordinaten mit einem roten Marker dargestellt und können in der Karte gesetzt werden. Baudenkmale ohne Bild sind mit einem blauen Marker gekennzeichnet, Baudenkmale mit Bild mit einem grünen Marker.
- Bezeichnung: Bezeichnung des Baudenkmales
- Beschreibung: die Beschreibung des Baudenkmales. Unter § 3 Abs. 2 NDSchG werden Einzeldenkmale und unter § 3 Abs. 3 NDSchG Gruppen baulicher Anlagen und deren Bestandteile ausgewiesen.
- ID: die Objekt-ID des Baudenkmales
- Bild: ein Bild des Baudenkmales, ggf. zusätzlich mit einem Link zu weiteren Fotos des Baudenkmals im Medienarchiv Wikimedia Commons. Wenn man auf das Kamerasymbol klickt, können Fotos zu Baudenkmalen aus dieser Liste hochgeladen werden:

Zurück zur Hauptliste
| Lage                                            | Bezeichnung | Beschreibung | ID       | Bild |
| ----------------------------------------------- | ----------- | --- | -------- | ---- |
| Sonnenstraße 5 53° 8′ 59″ N, 8° 13′ 13″ O       | Wohnhaus    | Eineinhalbgeschossiger, giebelständiger Putzbau auf hohem Sockelgeschoss unter Satteldach. 1880 nach Entwurf von Johann Wempe errichtet. Vorgarten. | 37448829 | BW   |
| Sonnenstraße 7 53° 9′ 0″ N, 8° 13′ 13″ O        | Wohnhaus    | 1880 von Ludwig Wiemken errichtetes Giebelhaus. Zweigeschossiger Putzbau auf hohem Sockelgeschoss. Umlaufendes Gurtgesims Mittelfenster im OG durch Verdachungen hervorgehoben. Vorgarten. | 37448851 | BW   |
| Sonnenstraße 8 53° 9′ 0″ N, 8° 13′ 14″ O        | Wohnhaus    | Eineinhalbgeschossiges, giebelständiges Wohnhaus auf hohem Sockelgeschoss unter Satteldach. 1876 nach Entwürfen von Johann Wempe errichtet. Vorgarten. | 37449209 | BW   |
| Sonnenstraße 10 53° 9′ 0″ N, 8° 13′ 14″ O       | Wohnhaus    | 1876 nach einem Entwurf von J. Wempe errichtetes Wohnhaus. Eineinhalbgeschossiger Putzbau auf Sockelgeschoss unter Satteldach. Vorgarten. | 37449231 | BW   |
| Sonnenstraße 11 53° 9′ 0″ N, 8° 13′ 13″ O       | Wohnhaus    | 1898 von den Architekten Mönning & Söhne errichtet. Eineinhalbgeschossiger Putzbau unter giebelständigem Satteldach. Fassade mit Putzdekor in Form eines profilierten Gurtgesims, Fensterverdachungen und Baluster unter den beiden mittleren Fenstern im OG. Vorgarten. | 37448873 | BW   |
| Sonnenstraße 12 53° 9′ 0″ N, 8° 13′ 14″ O       | Wohnhaus    | 1876 von Johann Wempe errichtetes eineinhalbgeschossiges Wohnhaus unter giebelständigem Satteldach. | 37449253 | BW   |
| Sonnenstraße 13 53° 9′ 1″ N, 8° 13′ 13″ O       | Wohnhaus    | Eineinhalbgeschossiges Putzbau auf quadratischem Grundriss mit verschnittenen Giebeldächern. Fassade mit Dekor in Faorm von Gesimsen, Verdachungen und Balustern. Eingangsachse zurückgesetzt. 1897 von dem Architekturbüro Mönning & Söhne errichtet. Vorgarten. | 37448895 | BW   |
| Sonnenstraße 14 53° 9′ 1″ N, 8° 13′ 14″ O       | Wohnhaus    | Eineinhalbgeschossiges Wohnhaus auf Sockelgeschoss unter giebelständigem Satteldach. 1880 von Johann Wempe errichtet. Vorgarten. | 37449275 | BW   |
| Sonnenstraße 15 53° 9′ 1″ N, 8° 13′ 14″ O       | Wohnhaus    | Eingeschossiges Giebelhaus von 5 Achsen unter Satteldach. 1859 von Architekt D. Schröder errichtet. Vorgarten. | 37448917 | BW   |
| Sonnenstraße 17 53° 9′ 2″ N, 8° 13′ 13″ O       | Wohnhaus    | Zweigeschossiger Putzbau von vier Achsen unter Walmdach. Fassade mit Putzdekor in Form von Eckrustizierung, horizontale Fugen und Verdachungen. Zwerchhaus mit Säulen und Dreiecksgiebel. 1902/03 von Maurermeister Fritz Hegeler errichtet. Vorgarten. | 37448939 | BW   |
| Sonnenstraße 18 53° 9′ 2″ N, 8° 13′ 15″ O       | Wohnhaus    | Zweigeschossiger Putzbau mit Walmdach, 1898 von Johann Oetken errichtet. Vierachsige Fassade, an der Nordseite zurückgesetzt Eingangsachse. Vorgarten. | 37449321 | BW   |
| Sonnenstraße 19 53° 9′ 2″ N, 8° 13′ 13″ O       | Wohnhaus    | Eineinhalbgeschossiger Putzbau unter giebelständigem Satteldach. Bau mit horizontaler Gliederung in Form von Ritzfugen, umlaufendes Gurtgesims und Fensterverdachungen. 1896 von dem Architektenbüro Mönning & Söhne entworfen. | 37448961 | BW   |
| Sonnenstraße 20 53° 9′ 2″ N, 8° 13′ 15″ O       | Wohnhaus    | Eineinhalbgeschossiger Putzbau auf Sockelgeschoss unter traufständigem Satteldach. Am Nordgiebel Eingangsvorbau. Fassade mit Wellenfries als Gurtgesims. Die beiden rechten der insgesamt vier Fensterachsen zu einem zweigeschossigen Mittelrisalit mit giebelständigem Satteldach. 1897 von Eduard Bartels errichtet. Vorgarten.                                                            | 37449343 | BW   |
| Sonnenstraße 22 53° 9′ 2″ N, 8° 13′ 15″ O       | Wohnhaus    | 1898 errichteter zweigeschossiger Putzbau auf Sockelgeschoß unter Mansarddach. Eingang im offenen Vorbau an der Nordseite. Vorgarten. | 37449365 | BW   |
| Sonnenstraße 23 53° 9′ 3″ N, 8° 13′ 14″ O       | Wohnhaus    | Fünfachsiges Giebelhaus auf Sockelgeschoss unter Satteldach. 1862 errichtet. Vorgarten. | 37449005 | BW   |
| Sonnenstraße 24 53° 9′ 3″ N, 8° 13′ 15″ O       | Wohnhaus    | 1898 von Maurermeister Lübben errichtetes eineinhalbgeschossiges Wohnhaus von fünf Achsen. Gliederung durch Gurtgesims und horizontale Fensterverdachungen. Zweigeschossiger Eingangsvorbau an der Südseite. Vorgarten. | 37449387 | BW   |
| Sonnenstraße 25 53° 9′ 3″ N, 8° 13′ 14″ O       | Wohnhaus    | Zweigeschossiger Putzbau mit ziegelverblenderter vierachsiger Fassade. Dekorelemente wie Gurtgesims, Eckrustizierung und Fensterrahmungen durch Putz hervorgehoben. 1898 von Mönning & Söhne errichtet. Vorgarten. | 37449029 | BW   |
| Sonnenstraße 26 53° 9′ 4″ N, 8° 13′ 15″ O       | Wohnhaus    | Eineinhalbgeschossiges Giebelhaus auf Sockelgeschoss unter Satteldach. Zurückgesetzter Eingang an der Nordseite. Vierachsige Fassade mit Putzdekor in Form von Gesimse und Verdachungen. 1895–97 von Johann Wempe errichtet. | 37448667 | BW   |
| Sonnenstraße 27 53° 9′ 4″ N, 8° 13′ 14″ O       | Wohnhaus    | Eineinhalbgeschossiger Putzbau mit vorkragendem giebelständigem Satteldach. Eingang zurückgesetzt in einem zweigeschossigen Anbau, mit traufständigem Satteldach. Vierachsige Fassade mit Putzdekor in Form von profilierten Gesimse, Fensterrahmungen und Balusterfeldern. 1900 von Zimmermeister Ferdinand Lübbers errichtet. Vorgarten.                                                    | 37449051 | BW   |
| Sonnenstraße 28 53° 9′ 4″ N, 8° 13′ 15″ O       | Wohnhaus    | 1881 von Mönning & Sohn errichteter zweigeschossiger Putzbau auf hohem Sockelgeschoss unter Walmdach. | 37448689 | BW   |
| Sonnenstraße 29 53° 9′ 4″ N, 8° 13′ 14″ O       | Wohnhaus    | 1863 als eingeschossiges, traufständiges Wohnhaus unter Satteldach errichtet. 1912 um ein Geschoss erhöht und mit einem Mansarddach versehen. Betonung der Mittelachse durch Erker und Zwerchhaus. | 37449073 | BW   |
| Sonnenstraße 30 53° 9′ 4″ N, 8° 13′ 15″ O       | Wohnhaus    | 1893/94 von Johann Wempe errichtetes eineinhalbgeschossiges Wohnhaus. Giebelständiger Putzsbau auf hohem Sockelgeschoss. An der Nordseite zurückgesetzt zweigeschossiger Eingangsvorbau mit traufständigem Satteldach. Horizontale Gliederung der Fassade durch Gesimse und Verdachungen. Vorgarten.                                                                                          | 37448711 | BW   |
| Sonnenstraße 31 53° 9′ 5″ N, 8° 13′ 14″ O       | Wohnhaus    | Eineinhalbgeschossiger Putzbau mit giebelständigem Satteldach. Fünfachsige Fassade mit Mitteleingang. 1896 von Zimmermeister Wilkens errichtet. Vorgarten. | 37449095 | BW   |
| Sonnenstraße 33 53° 9′ 5″ N, 8° 13′ 14″ O       | Wohnhaus    | Eineinhalbgeschossiger Putzbau auf hohem Sockelgeschoss unter Satteldach. Fassade mit eingeritzten Querfugen, horizontalen Fensterverdachungen und umlaufendes Gurtgesims gestaltet, mittleren beiden Fenster durch Dreiecksverdachungen hervorgehoben. An der Nordseite zweigeschossiger, zurückgesetzter Eingangsvorbau mit traufständigem Satteldach. Ende des 19. Jahrhunderts errichtet. | 37449117 | BW   |
| Sonnenstraße 42 / 42a 53° 9′ 7″ N, 8° 13′ 16″ O | Wohnhaus    | Eingeschossiger, traufständiger Massivbau von 6 Achsen unter Krüppelwalmdach. Straßenfassade mit Putzfugenschnitt, Erschließung über die beiden Außenachsen. Erbaut 1854. | 37424296 | BW   |